# Herwig Röttl
Herwig Röttl (* 30. Januar 1968 in Waiern) ist ein ehemaliger österreichischer Leichtathlet.

## Sportliche Karriere
Der 1,84 Meter große Herwig Röttl startete für den TLC Feldkirchen. Bei den Österreichischen Staatsmeisterschaften erlief er 1991, 1992 und 1995 den Titel im 110-Meter-Hürdenlauf. Hinzu kamen von 1988 bis 1994 sieben Hallentitel über 60 Meter Hürden.
Seine internationale Karriere begann Röttl 1986 bei den Juniorenweltmeisterschaften in Athen. Röttl qualifizierte sich für das Halbfinale im 400-Meter-Hürdenlauf, trat aber nach dem Vorlauf nicht mehr an. 1987 bei den Junioreneuropameisterschaften in Birmingham erreichte er über 100 Meter Hürden nach 14,18 Sekunden das Ziel als Vierter, für die Bronzemedaille fehlten ihm 0,02 Sekunden.
1988 bei den Halleneuropameisterschaften in Budapest schied Röttl über 60 Meter Hürden im Halbfinale aus. 1989 trat Röttl bei den Halleneuropameisterschaften in Den Haag und den Hallenweltmeisterschaften in Budapest über 60 Meter Hürden an, in Budapest erreichte er das Halbfinale. 1990 bei den Europameisterschaften in Split lief Röttl im Vorlauf 14,23 Sekunden und schied damit aus.
1991 bei den Hallenweltmeisterschaften in Sevilla erreichte Röttl in 7,77 Sekunden das Halbfinale und wurde dort in 7,76 Sekunden Letzter. Bei den Weltmeisterschaften 1991 in Tokio reichten Röttl 13,66 Sekunden nicht für den Halbfinaleinzug über 110 Meter Hürden. Die 4-mal-100-Meter-Staffel mit Gernot Kellermayr, Thomas Renner, Franz Ratzenberger und Herwig Röttl lief 39,85 Sekunden, es fehlte mehr als eine Sekunde zum Finaleinzug.
1992 lief Röttl am 24. Mai in Bad Homburg zum ersten Mal 13,41 Sekunden, seine Karrierebestzeit. Am 2. August erreichte er diese Zeit im Vorlauf bei den Olympischen Spielen in Barcelona. Mit 13,68 Sekunden im Viertelfinale qualifizierte er sich für das Halbfinale, trat dann aber nicht mehr an. Olympiasieger wurde der Kanadier Mark McKoy, der zwei Jahre später Österreicher wurde und Röttl als Landesrekordler ablöste. 1993 bei den Hallenweltmeisterschaften in Toronto siegte McKoy noch für Kanada, Röttl kam bis ins Halbfinale.
1995 bei den Weltmeisterschaften in Göteborg war Röttl über 110 Meter Hürden als einziger Österreicher dabei. Er lief 13,85 Sekunden und verfehlte das Viertelfinale um eine Hundertstelsekunde. 1996 bei den Olympischen Spielen in Atlanta traten mit Elmar Lichtenegger, Mark McKoy und Herwig Röttl drei Österreicher an. Für Lichtenegger und Röttl kam das Aus bereits im Vorlauf, McKoy scheiterte im Viertelfinale.